# Voltaire
Voltaire, pseudoniem van François Marie Arouet (Parijs, 21 november 1694 – aldaar, 30 mei 1778), was een Frans schrijver, dichter, essayist, filosoof en vrijdenker. Hij kan worden beschouwd als de prominente voortrekker van de Franse Verlichting. Voltaire had als schrijver grote invloed op het intellectuele leven van zijn tijd. Goethe stelde dat Voltaire de aanstichter was van de Franse Revolutie, omdat hij de oude banden van de mensheid zou hebben losgemaakt.

## Levensloop

### Geboorte en opleiding
Voltaire werd geboren als zoon van François Arouet, een notaris en Marie-Marguerite Daumart of D'Aumard. De jonge Voltaire kreeg les op de prestigieuze jezuïetenschool in Parijs, het lycée Louis-le-Grand. Hij verliet de school op zijn zestiende en niet lang daarna maakte hij al vrienden bij de Parijse aristocraten. Zijn humoristische gedichten maakten hem populair in die kringen. In 1713 reisde hij met de Franse ambassadeur naar Den Haag.

### Filips van Orléans
In 1716 publiceerde hij een satire waarin hij de regent, Filips van Orléans grof - en zonder bewijs - beschuldigde van incest met zijn dochter, de hertogin van Berry. Na een waarschuwing (verbanning uit de stad) vroeg Arouet om pardon, wat hij verkreeg. Eenmaal terug in Parijs recidiveerde hij: in aanwezigheid van een politie-informant maakte hij zeer beledigende opmerkingen over de hertogin van Berry. Hij werd elf maanden opgesloten in de Bastille, een comfortabele gevangenis. Tijdens zijn verblijf aldaar schreef hij Oedipe, dat zijn eerste theatersucces zou worden. De regent en zijn dochter, de hertogin van Berry, waren beiden aanwezig bij de première. Hierna ging hij de naam Voltaire gebruiken. Dat pseudoniem is een anagram van Arouet le jeune, waarbij geen verschil wordt gemaakt tussen i en j, en u en v.

### Gravin van Rupelmonde
In 1722 had Voltaire met La Henriade een epos in verzen klaar. Hij ging op reis met de zes jaar oudere Marie-Marguerite d'Alègre, gravin van Rupelmonde. Ze deden eerst een diplomatiek congres in Cambrai aan en gingen eind juni verder naar Brussel, de gravin voor zaken en Voltaire uitkijkend naar een ontmoeting met de verbannen dichter Jean-Baptiste Rousseau. Het draaide anders uit dan verwacht, want de twee begonnen een levenslange vijandschap. Eind september waren de gravin en Voltaire in Den Haag om regelingen te treffen met zijn uitgever Charles Le Vier. De toelating tot uitgeven in Frankrijk was onverwacht geweigerd door de censuur, maar er waren oplossingen. In Rouen werd de Henriade clandestien gedrukt en eind 1739 werden de eerste exemplaren Parijs binnengesmokkeld. Het werd na de Oedipe weer een nieuw succes.

### Guy-Auguste de Rohan
In 1726 beledigde Voltaire de machtige jonge edelman Guy-Auguste de Rohan. Deze liet hem door zijn lakeien aframmelen en Voltaire eiste genoegdoening met de wapens. Die bedreigingen werden de overheid te gortig en Voltaire werd een tweede keer opgesloten, ditmaal voor twee weken. Hij kon daarna kiezen: de gevangenis of verbanning. Voltaire koos voor verbanning.

### Engeland

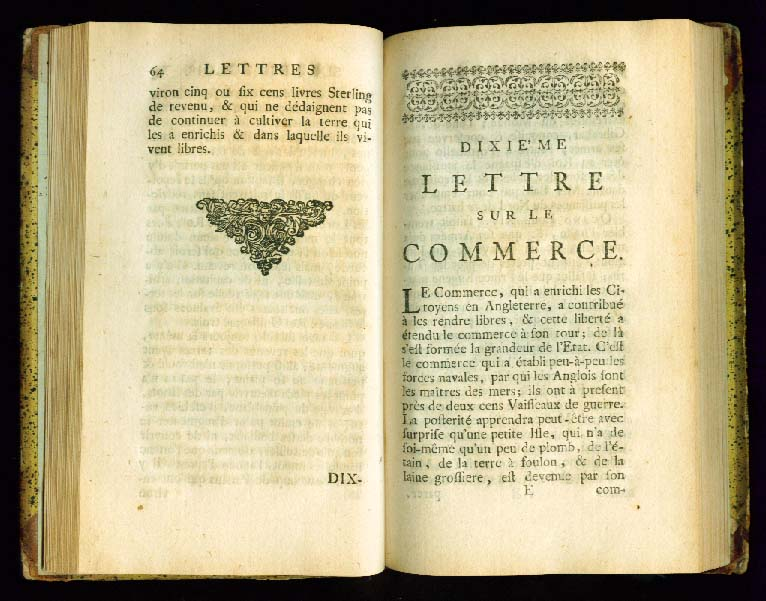
Voltaires Lettres sur les Anglois. Dit is het begin van hoofdstuk 10.

Van 1726 tot 1729 woonde hij in Engeland. Voltaire raakte geïnteresseerd in de filosofie van John Locke en de ideeën van de wis- en natuurkundige Isaac Newton. Hij bestudeerde Engelands constitutionele monarchie en de religieuze tolerantie aldaar.
Na zijn terugkeer in Parijs schreef Voltaire de Lettres philosophiques, waarin hij de Engelse gewoontes en instituties prees en het newtonianisme als alternatief voor Descartes' rationalisme introduceerde. Het boek werd geïnterpreteerd als kritiek op de Franse overheid en in 1734 moest Voltaire Parijs opnieuw verlaten. 

### Leiden
Voltaire volgde college in Leiden, bij de natuurkundige Willem Jacob 's Gravesande en bij de beroemde medicus Herman Boerhaave. Ondertussen verstuurde hij zijn eerste brief naar de Pruisische koning Frederik de Grote, die tegenwoordig als het beste voorbeeld wordt beschouwd van een 'verlicht despoot'.

### Émilie du Châtelet

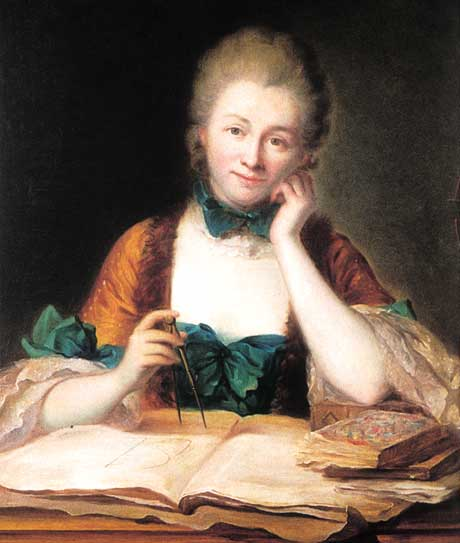
Zijn geliefde, de natuurkundige Émilie du Châtelet

Op uitnodiging van een intelligente en ontwikkelde vriendin, Émilie, marquise du Châtelet, ging Voltaire wonen in haar kasteel in Cirey-sur-Blaise in Lotharingen. Voltaire, de markiezin en de markies vormden een hechte ménage à trois. Verscheidene jaren bestudeerden ze allebei de natuurwetenschappen.

### Brussel
Van eind 1739 tot 1743 woonde Voltaire in Brussel, ballingsoord van zijn gezworen vijand Jean-Baptiste Rousseau. Hij vond er bescherming tegen vervolging, maar zocht evengoed het gezelschap van Émilie du Châtelet. Ze woonden in de Wollendriesstraat (huidige Grotehertstraat) en maakten frequent reisjes naar Parijs, Rijsel, Den Haag, Aken en vier keer Berlijn. In Brussel was Voltaire bevriend met de hertog van Arenberg, wiens gebrek aan een goedgevulde bibliotheek ruimschoots werd goedgemaakt door die van Johan de Witt. Hij deed er onderzoek voor zijn Essai sur les moeurs et l'esprit des nations.en legde de laatste hand aan de toneelstukken Zulime en Mahomet. Voltaire was niet te spreken over het intellectuele leven in de stad en hekelde het gebrek aan kennis en de onverschilligheid van het land, "gespeend van geest en vervuld van geloof".
Jean-Philippe Rameau zette het toneelstuk De prinses van Navarra op muziek. In 1746 werd Voltaire toegelaten tot de Académie française.

### Stanislas Lezczinsky
In 1748 verbleef hij aan het hof van Stanislas Lezczinsky en bezocht de baden en bronnen vanwege kiespijn.

### Frederik de Grote
In 1749, na de dood van de Marquise du Châtelet, die een kind ter wereld bracht van haar minnaar Saint-Lambert, kreeg Voltaire een uitnodiging van Frederik de Grote. Hij nam de uitnodiging naar het hof in Potsdam aan, want beide mannen bewonderden elkaar. Voltaire schreef hem: Wij zijn niet geboren om Plato en Leibniz te lezen, om curven te meten, om feiten in ons hoofd te rangschikken. Wij zijn geboren met een hart dat dorst naar hartstochten en waaraan wij moeten voldoen zonder ons door die verlangens te laten beheersen. Een van de grootste zegeningen die wij de mensheid kunnen brengen is bijgeloof en fanatisme uitroeien, de machthebbers beletten degenen te vervolgen die anders denken. Voltaire kreeg echter verscheidene aanvaringen met Frederik de Grote. Deze liet Voltaires satirische pamflet Akakia verbranden. Hierin werd de wis- en natuurkundige Maupertuis, voorzitter van de Berlijnse Academie van Wetenschappen, als pseudowetenschapper afgeschilderd. Voltaire had zich aan het Berlijnse hof onmogelijk gemaakt en keerde in 1753 terug naar Frankrijk.

### Genève
Om uit de handen van de Franse autoriteiten te kunnen blijven, verhuisde Voltaire in 1755 naar Genève, waar hij net buiten de stad een huis liet bouwen met uitzicht op het meer van Genève. In dit huis genaamd Les Délices (tegenwoordig: Institut et Musée Voltaire) schreef hij zijn beroemde gedicht Poème sur le désastre de Lisbonne naar aanleiding van de aardbeving van 1755 te Lissabon. Dit gedicht, waarin Voltaire zijn twijfel uitdrukt over de goedheid van God, zou de aanzet worden tot zijn beroemdste verhaal, Candide, ou l'optimisme. Op Les Délices liet Voltaire veel toneelstukken uitvoeren.

### Ferney
Maar, ⁰omdat de Geneefse autoriteiten (evenals trouwens zijn grote tegenhanger Jean-Jacques Rousseau) toneel verderfelijk vonden voor de moraal, week hij een paar jaar later uit naar het Franse Ferney, een plaatsje net ten noorden van de grens van de Geneefse Republiek, zodat hij in geval van nood altijd makkelijk van land kon wisselen. In 1759 kochten hij en zijn nicht en levenspartner Marie-Louise Mignot daar een landgoed, waar hij tot vlak voor zijn dood zou blijven wonen. Voltaire, die door allerlei beleggingen inmiddels een vermogend man was geworden, breidde het landgoed enorm uit en liet akkers en wijngaarden aanleggen, waardoor het dorp tot grote bloei kwam. Hij werd dan ook al snel de seigneur van Ferney genoemd en in 1878 zou het stadje worden omgedoopt tot Ferney-Voltaire.
Voltaire was bij het schrijven van zijn Essai sur les Moeurs tot de conclusie gekomen dat de geschiedenis een lange reeks van misdaden en ellende is. De in 1756 uitgebroken Zevenjarige oorlog sterkte hem in die mening. Voltaire was ondertussen allerminst vergeten door de intelligentsia. Vele filosofen kwamen hem in Ferney opzoeken, onder wie de Franse verlichtingsfilosofen d'Alembert, Baron d'Holbach en de Schotse verlichtingsfilosoof David Hume. "Waar Voltaire is, daar is het centrum van de verlichting". Een prominente, maar niet in de smaak gevallen bezoeker was Giacomo Casanova die in zijn memoires een uitgebreid verslag van zijn bezoek geeft. Voltaire deed hem af met de opmerking: "Er was hier een vreemd mannetje te gast".

### Candide
In 1759 verscheen dan Candide. In dit verhaal bekritiseerde Voltaire de optimistisch ingestelde monadenfilosofie van Leibniz, die in de gedaante van de mentor Pangloss het hoe en waarom in de wereld probeert uit te leggen aan de hoofdpersoon, Candide. Tijdens een reis door Europa komt Candide telkens in aanraking met de ongerijmdheden en wreedheid van het aardse bestaan, maar iedere keer verzekert Pangloss hem dat alles gebeurt voor een goed doel in deze wereld die de best mogelijke van alle is. Uiteindelijk lijkt Candide zich bij deze filosofie neer te leggen, en concludeert dat "il faut cultiver son jardin" ("Je moet je tuin onderhouden").

### Mensenrechten
Naast zijn literaire inspanningen ging Voltaire zich ook steeds meer bezighouden met allerlei maatschappelijke en juridische misstanden, en werd daarmee een van de eerste voorvechters voor de mensenrechten. Zo mengde hij zich in een zaak in Toulouse, waarbij de protestant Jean Calas onterecht ter dood werd veroordeeld omdat hij de hand zou hebben gehad in de dood van zijn zoon, die zich tot Katholiek zou hebben willen bekeren. Voltaire bestudeerde alle dossiers van de zaak, en hoewel Calas ter dood werd gebracht, werd hij in 1765 postuum toch nog vrijgesproken. Voltaire ging zich daarna meer en meer op gelijksoortige zaken toeleggen. Hij liet in 1762 uittreksels publiceren van Het Testament van Jean Meslier, dat zo subversief was dat hij er een "gekuiste" versie van maakte waarin het radicale atheïsme van Meslier wordt afgezwakt tot het door Voltaire voor maatschappelijk veiliger geachte deïsme. Ook vertaalde hij een geschrift van de Italiaanse jurist Cesare Beccaria (Dei delitti e delle pene) in het Frans, waarin gepleit werd voor afschaffing van de doodstraf en marteling en voor humanisering van de rechtspraak in het algemeen. Hij publiceerde in 1763 zijn Traité sur la Tolérance.

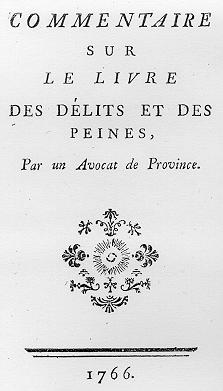
Voorpagina van Voltaires vertaling van Beccaria, 1766

### Parijs
Op de leeftijd van 83 jaar keerde Voltaire als een held terug in Parijs. Hij woonde in de Comédie Française de opvoering van zijn laatste toneelstuk Irène (1778) bij, waarna hij een staande ovatie ontving. Enkele weken later werd hij, ondersteund door Benjamin Franklin, binnengeleid in een loge van de Vrijmetselaars.

### Overlijden
Voltaire overleed na een ziekbed van enkele maanden in het Hôtel Villette in de parochie Saint-Sulpice van Parijs. De katholieke ars moriendi was niet aan hem besteed, want hij geloofde niet in een hiernamaals. Hij wilde alleen het absolute minimum doen om een normale begrafenis te krijgen en zijn filosofische partij te beschermen, zonder afstand te moeten nemen van zijn geschriften, de Openbaring of de goddelijkheid van Christus te moeten erkennen, of de eucharistie te moeten ondergaan. Uit de geestelijken die hem in de gaten hielden selecteerde hij abbé Gaultier, die hem op 2 maart de biecht afnam en absolutie schonk. Voltaire legde ook een schriftelijke verklaring af waarin hij zich onder meer (in voorwaardelijke wijs) excuseerde aan de Kerk, en die ook de frase bevatte: "ik sterf in de heilige katholieke godsdienst waarin ik ben geboren". Op 30 maart werd hij uitgebreid gefêteerd in de Académie française, in de Comédie-Française en door grote menigten op straat. In mei gaf hij bloed op en kreeg hij zware dosissen opium om de pijn te verlichten. De Kerk probeerde nog een betere retractie te verkrijgen, maar dat wist hij af te wimpelen tot de dood op 30 mei intrad.

### Bibliotheek
Zijn bibliotheek werd opgekocht door Catharina de Grote en omvatte 22.000 brieven. Zij worden nog altijd bewaard in de Russische Nationale Bibliotheek in Sint-Petersburg.

### Begrafenis
Door het gebrek aan een bevredigende retractie was het allesbehalve zeker dat Voltaire in gewijde grond zou worden begraven. Aartsbisschop Christophe de Beaumont wilde het niet toelaten, maar Voltaires neef, abbé Mignot, was hem te snel af en zorgde voor een voorlopige rustplaats in het bisdom Troyes in de abdij van Sellières, waarvan hij commenditair abt was. In 1791 werden de stoffelijke resten door het revolutionaire bewind met plechtig vertoon verplaatst naar het Pantheon in Parijs. Toen dit gebouw in 1815 weer een kerk werd, liet Lodewijk XVIII Voltaire daar rusten, omdat volgens de koning het "hem goed zou doen om af en toe een mis te horen".

## Voltaire en godsdienst
Hoewel Voltaire naarmate hij ouder werd steeds cynischer en sceptischer werd ten aanzien van de wereld en van God, zou hij nooit van zijn geloof vallen. Zo liet hij op de door hem opgerichte kerk in Ferney de tekst "Deo erexit Voltaire" (door Voltaire opgericht voor God) aanbrengen. Het geloof van Voltaire was deïstisch, hoewel hij zichzelf een theïst noemde. Het deïsme houdt in dat God, de zogenaamde 'Dieu Horloger', het universum als een klok geschapen heeft en dit aan de gang heeft gebracht, waarna het zichzelf blijft voortbewegen. Hij geloofde dus niet in een God die direct ingrijpt in het menselijk bestaan.
Voltaire richtte zich tegen het christendom omdat dat het belangrijkste obstakel vormde op weg naar de beschaving door belangrijke vraagstukken zoals de schepping en de moraal niet te onderwerpen aan de rede, maar ze over te laten aan geloof. Daarbij haalde hij zijn inspiratie bij een verscheidenheid aan moderne voorgangers, waaronder de Engelse deïsten maar ook de leden van de Société du Temple, een kring rond Filips van Vendôme waarvan Voltaire deel uitmaakte. In zijn campagne tegen religieus misbruik nam Voltaire het motto Écrasez l'infâme aan.
Het deïsme fundeerde hij met argumenten van intelligent ontwerp, hoewel Paul Henri Thiry d'Holbach gelijkaardige argumenten al onderuit had gehaald in zijn Système de la nature. Voltaire was zwaar onder de indruk van Isaac Newton's Principia Mathematica, waarin de mechanische werking van het heelal leidt tot het bestaan van een goddelijke mechanicus.
Op oudere leeftijd uitte Voltaire zich als een voorstander van religieuze tolerantie, wat toen bij alle geloofsrichtingen in een verdachte geur stond. Naar aanleiding van de Calas-affaire publiceerde hij het Traité de la tolérance (1763) en het artikel 'Tolérance' in zijn Dictionnaire philosophique (1764). Verdraagzaamheid was voor hem een kwestie van respect voor de individuele rede van ieder, en gefundeerd op de gulden regel. Iedereen zou vrij moeten zijn om te geloven naar eigen inzicht, voor zover hij niet dreigde met ordeverstoring. Voltaire bekritiseerde de katholieke kerk en het christendom in het algemeen, dat hij als intoleranter beschouwde dan de antieke wereld, het Ottomaanse Rijk en Japan. Praktisch eiste hij een basale tolerantie voor Franse protestanten. Deze hoefde zich niet uit te strekken tot godsdienstbeoefening in de publieke ruimte of tot civiele gelijkberechtiging.

## Nederlandstalige brief

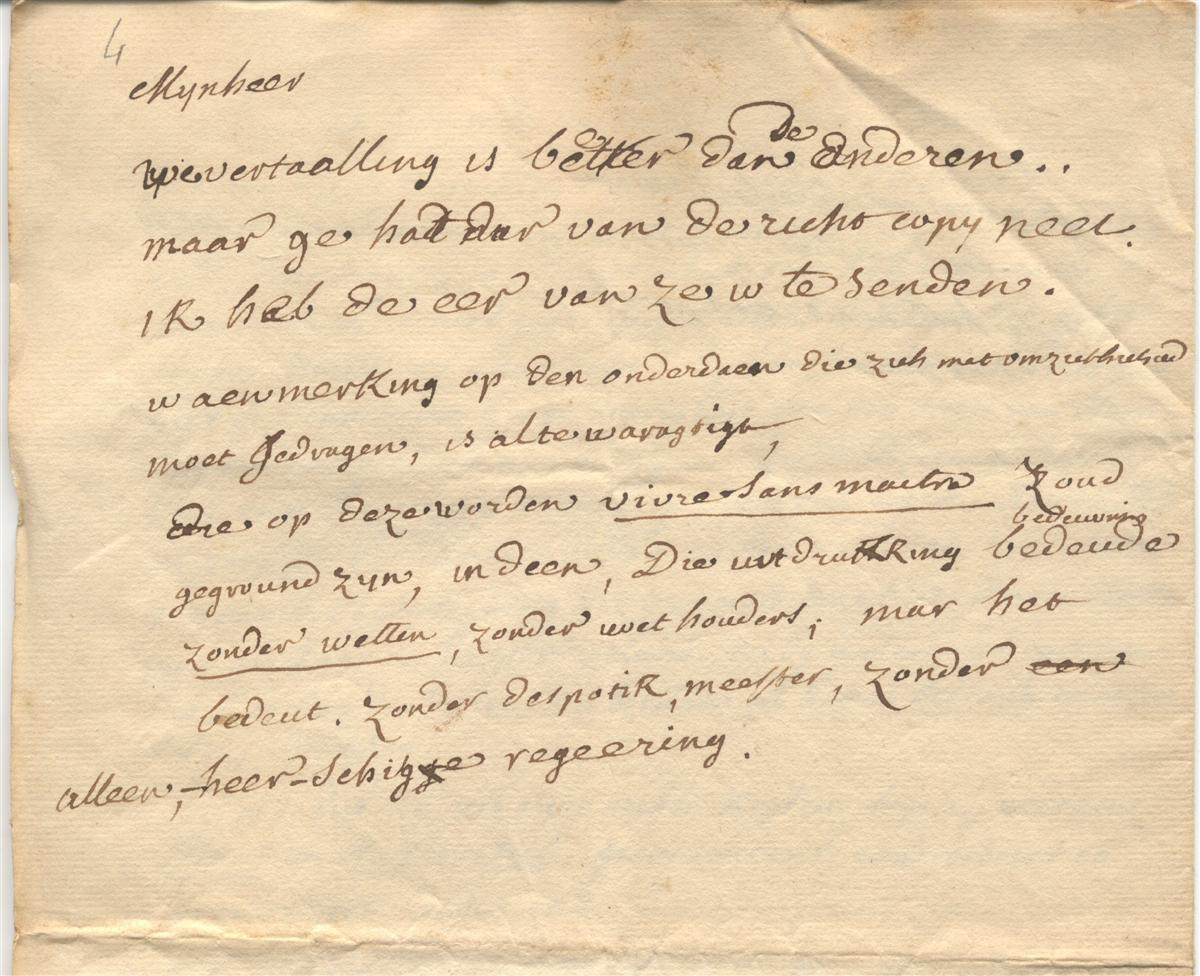
Nederlands briefje van Voltaire

## Voltaire en de vrijheid van meningsuiting

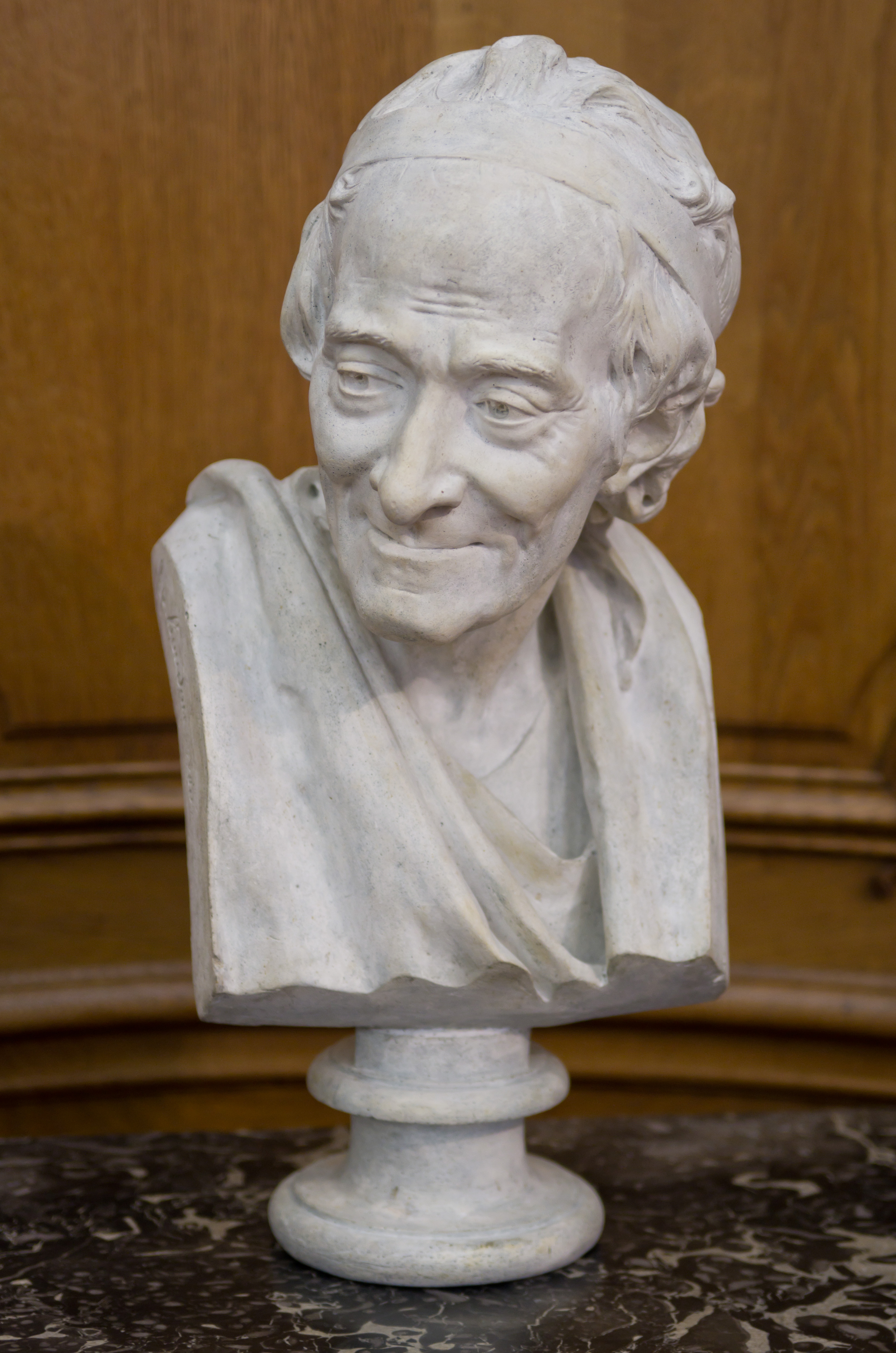
Buste door Jean-Antoine Houdon

## Geschiedschrijving
De geschiedkundige werken van Voltaire zijn sinds het midden van de 20ste eeuw op de achtergrond geraakt. Werken als de Geschiedenis van Karel XII, De eeuw van Lodewijk XIV, Proeve over de zeden en Geschiedenis van het keizerrijk Rusland onder Peter de Grote worden als ouderwets of achterhaald beschouwd, en in het beste geval geprezen voor Voltaire's populariserende stijl. Hij was echter een vernieuwer in de geschiedschrijving als genre; tot aan zijn tijd waren er enerzijds technische verhandelingen over welomlijnde aspecten van de Oudheid, en anderzijds historische romans die tot het domein van de literatuur behoorden. Voltaire deed moeite om het beschikbare materiaal te reduceren en dat met een bijzonder kritisch oog tegenover aangehaalde anekdotes, niet alleen omdat hij aan hun waarheid twijfelde, maar ook omdat hij de nadruk legde op relevantie. Voor Voltaire waren de geschiedenis en de geschiedschrijving een middel om de menselijke beschaving te begrijpen, en als dusdanig een essentieel onderdeel van de filosofie. In de Nieuwe beschouwingen over de geschiedenis (1744) schrijft hij:
Na drie- of vierduizend beschrijvingen van gevechten en de strekking van een paar honderd verdragen te hebben gelezen, kwam ik tot de vaststelling dat ik niets belangrijks had geleerd. Ik vernam daar slechts gebeurtenissen. Ik ken de Fransen en de Saracenen net zomin beter door de veldslag van Karel Martel, als ik de Tataren en de Turken ken door de overwinning van Timoer Lenk op Bayezid.
Montesquieu had in 1734 al over de geschiedenis van Rome geschreven in termen van instellingen in plaats van helden, maar dat was met het specifieke doel van een verhandeling over de politiek in zijn tijd. Voltaire schreef over de geschiedenis als over de evolutie van de menselijke geest. Hij was ook origineel in zijn besluit de geschiedschrijving te openen naar andere werelden dan die van de lezer door te wijzen op de rijke intellectuele erfenissen van China, India en Perzië.

## Voltaire en de slavenhandel

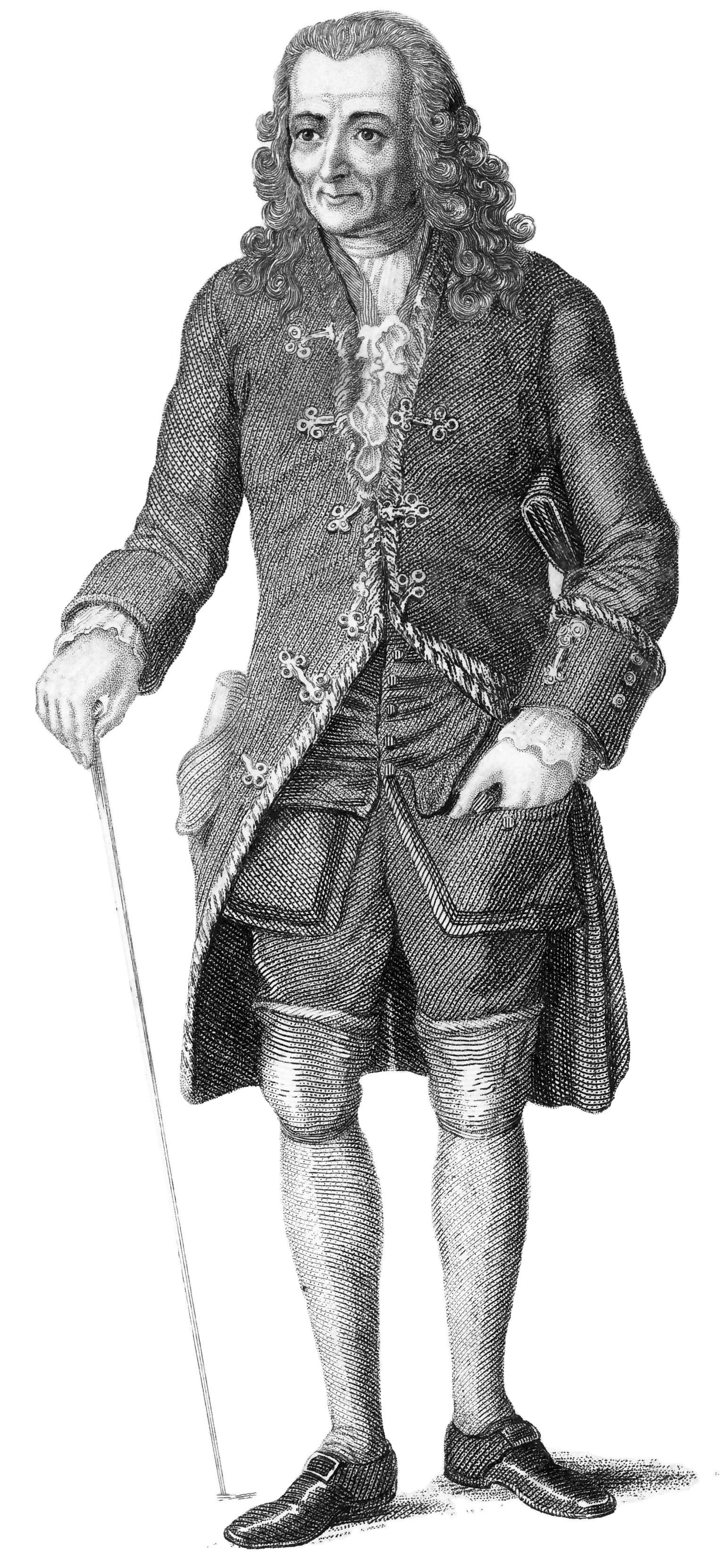
Voltaire op zeventigjarige leeftijd

Vaak is beweerd dat Voltaire zich door middel van de slavenhandel zou hebben verrijkt. In werkelijkheid heeft Voltaire de slavenhandel met klem veroordeeld. Zijn bekendste tekst in dit verband is de aanklacht wegens verminking van de Surinaamse slaaf in Candide, maar het oeuvre van de auteur bevat ook tal van andere interessante passages. In zijn Commentaire sur l’Esprit des lois (1777), feliciteert hij Montesquieu ermee dat hij de schandvlek, die deze verfoeilijke praktijk is, heeft aangeklaagd. Voltaire toonde zich ook enthousiast over de bevrijding van de slaven door het Genootschap der Vrienden (Quakers) van Pennsylvania in 1769. 
Tegelijkertijd wijzen recente studies erop dat Voltaire financiële belangen had in ondernemingen die betrokken waren bij de trans-Atlantische slavenhandel, zoals de Compagnie des Indes, een belangrijk handelsbedrijf in de Franse koloniën. Sommige historici hebben zelfs gesuggereerd dat Voltaires steun voor het polygenisme — de theorie dat mensen van verschillende rassen afzonderlijk zijn geschapen — mede werd aangewakkerd door zijn investeringen in koloniale ondernemingen die profiteerden van slavernij. Deze bevindingen hebben geleid tot een herwaardering van zijn positie ten aanzien van slavernij, waarbij een onderscheid wordt gemaakt tussen zijn morele uitspraken en zijn economische praktijken.
Met zijn advocaat en vriend Christin heeft hij gedurende de laatste jaren van zijn leven gevochten voor de bevrijding van de horigen (houders van een precair pachtrecht, dat niet verkoopbaar, noch erfbaar was) uit de Jura, die de laatste horigen in Frankrijk waren - koning Lodewijk XVI had wel per decreet van 8 augustus 1779 de horigheid afgeschaft, maar niet alle eigenaars vergoed, zodat die het decreet niet van toepassing achtten. Het betreft een van de weinige politieke veldslagen die hij verloren heeft; de horigheid werd pas tijdens de Franse Revolutie, in 1801, vervangen door het pachtrecht (louage d'ouvrage; later fermage).
Er zijn echter ook andere, minder menslievende citaten aangaande de slavernij.
- Essai sur les mœurs et l'esprit des nations (1756):

"We kopen slaven voor het huishoudelijke werk alleen bij de negers; deze handel wordt ons aangewreven. Een volk dat zijn eigen kinderen als koopwaar verhandelt, verdient nog meer afkeuring dan de koper. Deze handel toont onze superioriteit; degene die zich een meester laat opleggen, is geboren om er een te hebben."
- Il faut prendre un parti (1772)

"In 1757 telde het Franse Saint-Domingue ongeveer 30.000 personen en 100.000 negerslaven of mulatten, die op de suikerplantages werkten. (…) Wij vertellen ze dat ze mannen zijn zoals wij, dat ze vrijgemaakt zijn door het bloed van een God die voor hen gestorven is, en vervolgens laten we ze werken als lastdieren (…) en als ze willen ontsnappen, hakt men ze een been af. (…) Deze handel (…) is ongetwijfeld geen weldaad; maar omdat de mens voor zichzelf nieuwe behoeften heeft gecreëerd, verhindert deze handel dat Frankrijk uit het buitenland duur overbodigheden zou aankopen die tot noodzaak zijn geworden."

## Controverse over Voltaires racisme en antisemitisme

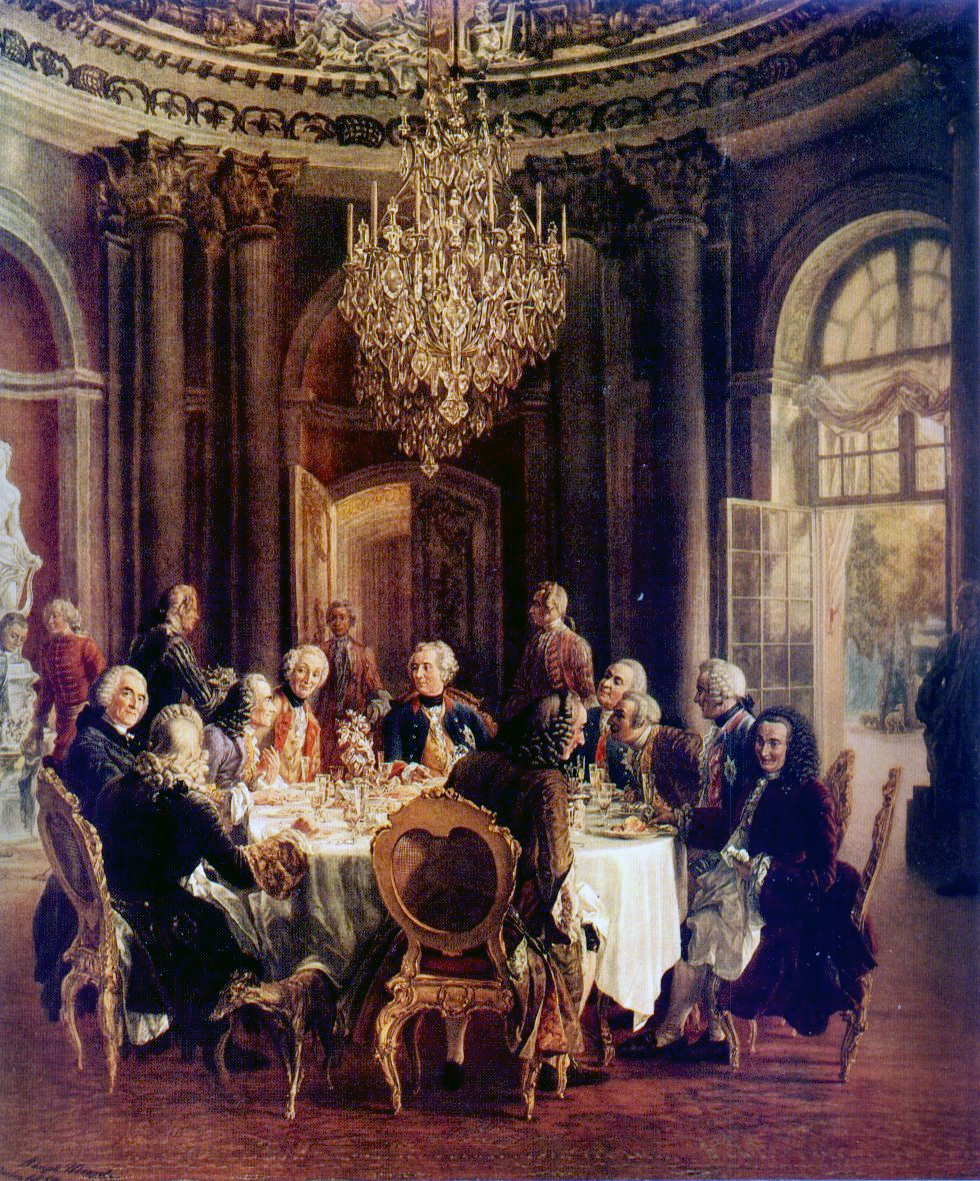
Voltaire op Sanssouci, het hof van Frederik de Grote